# Come Il Vento (casa discografica)
La Come Il Vento (a volte abbreviata CIV) è stata una casa discografica italiana attiva tra il 1975 e il 1980.

## Storia della Come Il Vento
La Come Il Vento venne fondata dall'editore Michele del Vecchio, in precedenza dirigente alla Dischi Ricordi. Tra gli artisti della società Dario Baldan Bembo e i fratelli Salvatore, detto Popi, e Maurizio Fabrizio: il nome della casa deriva da una canzone che i due, quando si dedicavano all'attività di cantanti come Maurizio & Fabrizio, avevano presentato alla Mostra Internazionale di Musica Leggera di Venezia nel 1970.
Distribuita dall'RCA Italiana (e per un brevissimo periodo, verso la fine, dalla CGD), tra gli artisti che incisero per la Come Il Vento i più noti sono Mia Martini e Dario Baldan Bembo.
Per tutti gli anni 80 rimase comunque attiva come casa editrice musicale.
La società venne venduta alla Polygram nella metà degli anni 90 anche se i due album di Mia Martini sono in mano alla Sony.

## Dischi
La datazione qui riportata si basa sull'etichetta del disco o sulla copertina; qualora nessuno di questi elementi abbia una datazione, è basata sulla numerazione del catalogo; talora è, infine, basata sul codice della matrice di stampa. Se esistenti, sono riportati, oltre all'anno, il mese e il giorno (quest'ultimo dato si trova, a volte, stampato sul vinile).

### 33 giri
| Numero di catalogo | Anno | Interprete         | Titoli                                      |
| ------------------ | ---- | ------------------ | ------------------------------------------- |
| ZSCVE 55742        | 1975 | Dario Baldan Bembo | Aria                                        |
| ZSCVE 55743        | 1975 | Maurizio Fabrizio  | Azzurri orizzonti                           |
| ZSCVE 55744        | 1975 | Dario Baldan Bembo | Crescendo                                   |
| ZSCVE 55745        | 1976 | Mia Martini        | Che vuoi che sia... se t'ho aspettato tanto |
| ZPLC 34013         | 1977 | Dario Baldan Bembo | Migrazione                                  |
| ZPLC 34021         | 1977 | Trax               | Watch out!                                  |
| ZPLC 34026         | 1977 | Mia Martini        | Per amarti                                  |
| CDE 20221          | 1980 | Maurizio Fabrizio  | Personaggi                                  |

### 45 giri
| Numero di catalogo | Anno | Interprete         | Titoli                                                          |
| ------------------ | ---- | ------------------ | --------------------------------------------------------------- |
| ZCVE 50420         | 1975 | Dario Baldan Bembo | Aria/Nico                                                       |
| ZCVE 50421         | 1975 | Maurizio Fabrizio  | Azzurri orizzonti/Se non avessi Giulia                          |
| ZCVE 50422         | 1975 | Dario Baldan Bembo | Crescendo/Gabbiani                                              |
| ZCVE 50424         | 1976 | Maurizio Fabrizio  | Candy/Piccola canzone                                           |
| ZCVE 50425         | 1976 | Mia Martini        | Che vuoi che sia...se t'ho aspettato tanto/Io donna, io persona |
| ZBC 7003           | 1977 | Equipaggio 105     | Corale/Incontro                                                 |
| ZBC 7005           | 1977 | Mia Martini        | Libera/Sognare è vita                                           |
| ZBC 7009           | 1977 | Dario Baldan Bembo | Non mi lasciare/Viaggio                                         |
| ZBC 7035           | 1977 | Mia Martini        | Per amarti/Se finisse qui                                       |
| ZBC 7065           | 1978 | Dario Baldan Bembo | Piccolina/Week-end                                              |
| ZBC 7066           | 1978 | Big Sky            | Frog Walk/The Lonely Frog                                       |
| ZBC 7067           | 1978 | Farida             | Io/Rabbia                                                       |